# Тауш (Уфимский район)
Та́уш (баш. Тыуыш) — деревня в Уфимском районе Республики Башкортостан Российской Федерации. Входит в состав Кирилловского сельсовета.

## География

### Географическое положение
Расстояние до:
- районного центра (Уфа): 46 км,
- центра сельсовета (Кириллово): 1 км,
- ближайшей ж/д вокзал (Иглино): 8 км.
- ближайшей ж/д станции (Тауш): 100 м

## История
До 10 сентября 2007 года называлась Деревней разъезда Тауш.

## Население
| 2002 | 2009 | 2010 |
| ---- | ---- | ---- |
| 59   | ↗64  | ↘55  |